# (31695) 1999 JQ32
1999 JQ32 (asteroide 31695) é um asteroide da cintura principal. Possui uma excentricidade de 0.14962760 e uma inclinação de 14.37599º.
Este asteroide foi descoberto no dia 10 de maio de 1999 por LINEAR em Socorro.